# Anthidium garleppi
Anthidium garleppi är en biart som beskrevs av Carlos Schrottky 1910. Anthidium garleppi ingår i släktet ullbin, och familjen buksamlarbin. Inga underarter finns listade i Catalogue of Life.